# Kostel svatého Josefa (Strážné)
Kostel svatého Josefa v krkonošské obci Strážné pochází z roku 1931. Je postaven ve stylu art deco. V době jeho vzniku obec nesla název Pommerndorf a většinu jejích obyvatel tvořili Němci. Po druhé světové válce byli původní obyvatelé odsunuti, a kostel tak přestal být využíván.
V 90. letech 20. století byl kostel opraven. Je v soukromém vlastnictví, nepřístupný, bohoslužby se v něm nekonají.
Kostel původně stával na otevřené pláni, k roku 2015 byl obklopený vzrostlými stromy. Ve svahu pod kostelem se nachází německý hřbitov, náhrobky jsou zarostlé v lesním porostu.